# 금완로
금완로(Geumwan-ro)는 대한민국의 경상북도 영천시 금노동에서 시작하여, 완산동을 거쳐 영천역광장까지 연결하는 도로이다.

## 노선 경로
- 삼거리 명칭 미상 - 강변로
- 금노사거리 - 천문로
- 영천역광장 - 역전로, 완산로